# Subaru World Rally Team
Le Subaru World Rally Team était une écurie japonaise de rallye. 

## Histoire

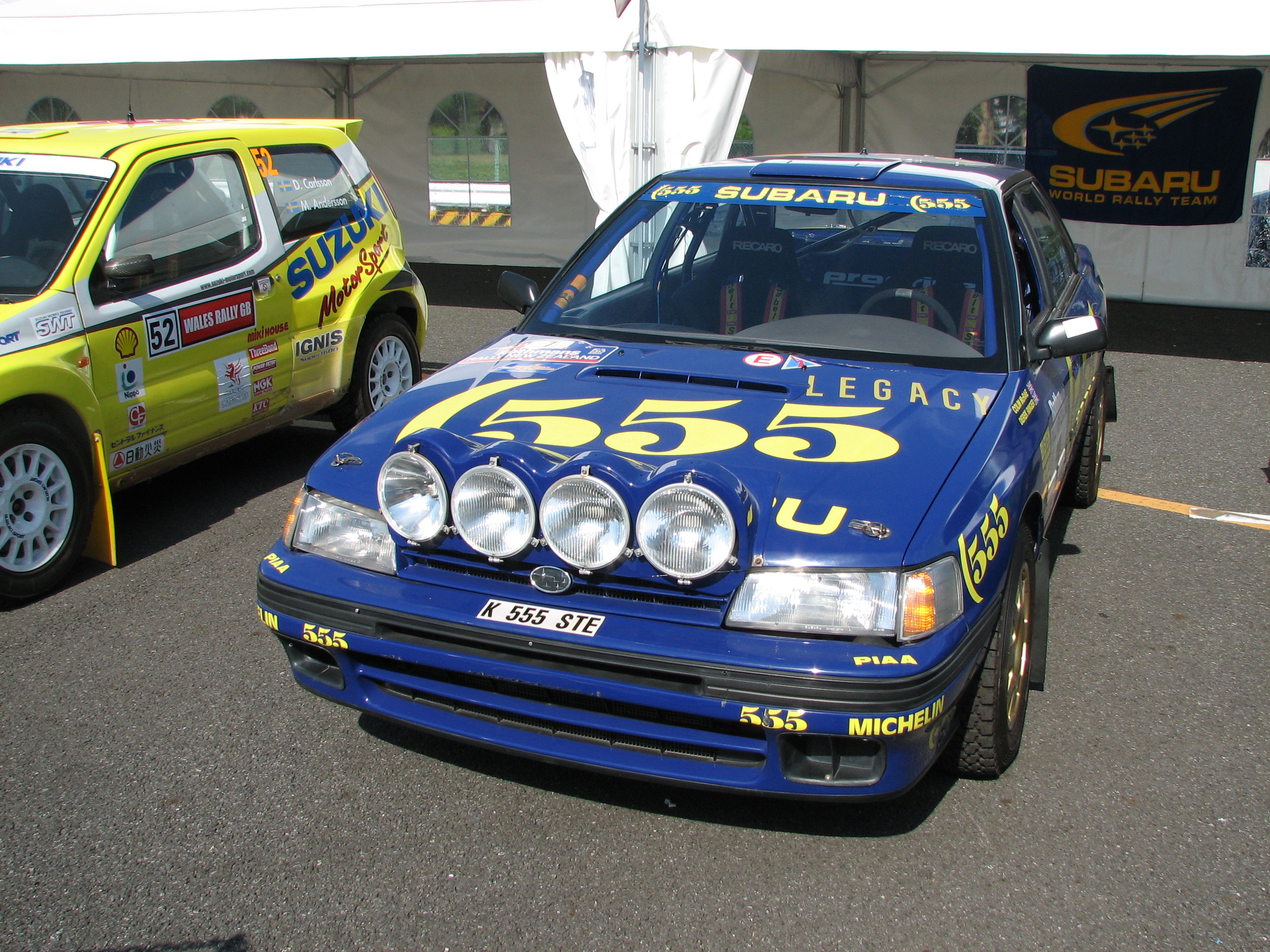
La Subaru Legacy de compétition lors des rallyes de 1990 à 1993

Après quelques engagements anecdotiques d'une Subaru Leone turbo en rallye-raid, Subaru rejoint le WRC en 1990 avec la Subaru Legacy.
L'année suivant son lancement, la Legacy participe au Rallye Safari avec cinq véhicules dans le groupe A et un dans le groupe N. Les débuts sont prometteurs avec une 6e place en groupe A et une 8e place en groupe N. 
Par la suite, Subaru finit en tête huit fois d'affilée dans le groupe N. En 1991, Subaru termine 3e au rallye de Suède. 
En 1992, l'équipe décroche la 2e place au rallye de Suède et termine 2e et 6e au rallye britannique. Puis en 1993, la Legacy remporte la 1re place au rallye de Nouvelle-Zélande.

L'histoire de l'Impreza dans le rallye débute en 1993. Elle a été introduite en championnat du monde des rallyes pour remplacer la Legacy. Avec un empattement plus court, plus légère, et dotée du même moteur, sa vivacité et son agilité sont en nette hausse par rapport à sa devancière.
L'homologation en Groupe A imposant de produire au moins 2 500 exemplaires d'un véhicule de série pour en extrapoler une version course, Subaru commercialise une version très performante de son Impreza : la WRX (ou GT Turbo en France). Moteur 4 cylindres à plat turbocompressé de 2 litres de cylindrée et 16 soupapes, une transmission intégrale (50/50) permanente et un physique aguicheur : aidé par ses victoires en WRC, le mythe Impreza est né.
Subaru remporte trois fois le titre constructeur avec son Impreza en 1995, 1996 et 1997 et trois fois le titre pilote en 1995 (Colin McRae), 2001 (Richard Burns) et 2003 (Petter Solberg). Les succès de Subaru en rallye ont eu des répercussions réelles sur les ventes de l'Impreza, qui représente plus de 50 % des Subaru vendues.
En 1997, l'Impreza est passée à la nouvelle règlementation World Rally Car du championnat du monde des rallyes, devenant la première voiture de ce type à remporter un rallye mondial (Rallye Monte-Carlo avec Piero Liatti).
L'Impreza a été alignée dans ces trois générations successives : GC/GF/GM (1993 à 2000), GD/GG (2001 à 2008) et finalement GE/GH/GR (2008). Après 19 années de présence au plus haut niveau du rallye, Subaru World Rally Team se retire du championnat du monde à la fin de l'année 2008, en raison des résultats mitigés des dernières années et d'un contexte financier délicat.

## Palmarès

### Palmarès en championnat du monde des rallyes (WRC)
Pilote   
|      |                |                  |  |  |  |  |  |  |  |
| 1995 | Colin McRae    | Impreza 555      |  |  |  |  |  |  |  |
| 2001 | Richard Burns  | Impreza WRC 2001 |  |  |  |  |  |  |  |
| 2003 | Petter Solberg | Impreza WRC 2003 |  |  |  |  |  |  |  |

Constructeur   
|      |                |  |  |  |  |  |  |  |  |
| 1995 | Impreza 555    |  |  |  |  |  |  |  |  |
| 1996 | Impreza 555    |  |  |  |  |  |  |  |  |
| 1997 | Impreza WRC 97 |  |  |  |  |  |  |  |  |

### Résultats en championnat du monde des rallyes
| Année | Voiture                                       | Pilotes              | 1       | 2       | 3       | 4       | 5       | 6       | 7       | 8       | 9       | 10      | 11      | 12      | 13      | 14      | 15      | 16      | Class. | Points | Class. | Points |
| ----- | --------------------------------------------- | -------------------- | ------- | ------- | ------- | ------- | ------- | ------- | ------- | ------- | ------- | ------- | ------- | ------- | ------- | ------- | ------- | ------- | ------ | ------ | ------ | ------ |
| 2008  | Subaru Impreza WRC2007 Subaru Impreza WRC2008 | Petter Solberg       | MON 5   | SWE 4   | MEX 11  | ARG Ret | JOR Ret | ITA 10  | GRE 2   | TUR 6   | FIN 6   | GER 5   | NZL 4   | ESP 5   | FRA 5   | JPN 8   | GBR 4   |         | 6e     | 46     | 3e     | 98     |
| 2008  | Subaru Impreza WRC2007 Subaru Impreza WRC2008 | Christopher Atkinson | MON 3   | SWE 21  | MEX 2   | ARG 2   | JOR 3   | ITA 6   | GRE Ret | TUR 13  | FIN 3   | GER 6   | NZL Ret | ESP 7   | FRA 6   | JPN 4   | GBR Ret |         | 5e     | 50     | 3e     | 98     |
| 2008  | Subaru Impreza WRC2007 Subaru Impreza WRC2008 | Brice Tirabassi      |         |         |         |         |         |         |         |         |         |         |         | ESP 10  | FRA Ret |         |         |         | -      | 0      | 3e     | 98     |
| 2007  | Subaru Impreza WRC2006 Subaru Impreza WRC2007 | Petter Solberg       | MON 6   | SWE Ret | NOR 4   | MEX Ret | POR 2   | ARG Ret | ITA 5   | GRE 3   | FIN Ret | GER 6   | NZL 7   | ESP 6   | FRA 5   | JPN 16  | IRE 5   | GBR 4   | 5e     | 47     | 3e     | 87     |
| 2007  | Subaru Impreza WRC2006 Subaru Impreza WRC2007 | Chris Atkinson       | MON 4   | SWE 8   | NOR 19  | MEX -   | POR Ret | ARG 7   | ITA 10  | GRE 6   | FIN 4   | GER 15  | NZL 4   | ESP 8   | FRA 6   | JPN Ret | IRE 42  | GBR 7   | 7e     | 31     | 3e     | 87     |
| 2007  | Subaru Impreza WRC2006 Subaru Impreza WRC2007 | Xavi Pons            |         |         |         |         |         |         |         |         | FIN 6   | GER 18  | NZL Ret | ESP 9   | FRA 8   | JPN 36  | IRE Ret | GBR 9   | 16e    | 4      | 3e     | 87     |
| 2006  | Subaru Impreza WRC2006                        | Petter Solberg       | MON Ret | SWE Ret | MEX 2   | ESP 7   | FRA 11  | ARG 2   | ITA 9   | GRE 7   | GER Ret | FIN Ret | JPN 7   | CYP 8   | TUR 13  | AUS 2   | NZL 6   | GBR 3   | 6e     | 40     | 3e     | 106    |
| 2006  | Subaru Impreza WRC2006                        | Chris Atkinson       |         | SWE 11  | MEX 7   |         |         | ARG 6   | ITA 10  | GRE 11  |         | FIN 13  | JPN 4   | CYP 9   | TUR 6   | AUS 9   | NZL Ret | GBR 6   | 10e    | 20     | 3e     | 106    |
| 2006  | Subaru Impreza WRC2006                        | Stéphane Sarrazin    | MON 5   |         |         | ESP 8   | FRA 8   |         |         |         | GER Ret |         |         |         |         |         |         |         | 6e     | 40     | 3e     | 106    |
| 2005  | Subaru Impreza WRC2005 Subaru Impreza WRC2004 | Petter Solberg       | MON Ret | SWE 1   | MEX 1   | NZL 3   | ITA 2   | CYP Ret | TUR 2   | GRE 9   | ARG 3   | FIN 4   | GER 7   | GBR 1   | JPN Ret | FRA 3   | ESP 13  | AUS Ret | 2e     | 71     | 4e     | 97     |
| 2005  | Subaru Impreza WRC2005 Subaru Impreza WRC2004 | Chris Atkinson       |         | SWE 19  | MEX Ret | NZL 7   | ITA 18  | CYP 10  | TUR 24  | GRE Ret | ARG 9   | FIN Ret | GER 11  | GBR 38  | JPN 3   | FRA Ret | ESP 9   | AUS 4   | 12e    | 13     | 4e     | 97     |
| 2005  | Subaru Impreza WRC2005 Subaru Impreza WRC2004 | Stéphane Sarrazin    | MON 14  | SWE 13  |         |         | ITA 12  |         |         | GRE 13  |         |         | GER 8   | GBR Ret |         | FRA 4   | ESP Ret |         | 17e    | 6      | 4e     | 97     |
| 2004  | Subaru Impreza WRC2004 Subaru Impreza WRC2003 | Petter Solberg       | MON 7   | SWE 3   | MEX 4   | NZL 1   | CYP 4   | GRE 1   | TUR 3   | ARG Ret | FIN Ret | GER Ret | JPN 1   | GBR 1   | ITA 1   | FRA 5   | ESP 5   | AUS Ret | 2e     | 82     | 3e     | 122    |
| 2004  | Subaru Impreza WRC2004 Subaru Impreza WRC2003 | Mikko Hirvonen       | MON Ret | SWE 9   | MEX 5   | NZL 7   | CYP 5   | GRE Ret | TUR 6   | ARG 4   | FIN Ret | GER 8   | JPN 7   | GBR 7   | ITA Ret | FRA 10  | ESP 8   | AUS 4   | 7e     | 29     | 3e     | 122    |
| 2003  | Subaru Impreza WRC2003                        | Petter Solberg       | MON Ret | SWE 6   | TUR Ret | NZL 3   | ARG 5   | GRE 3   | CYP 1   | GER 8   | FIN 2   | AUS 1   | ITA Ret | FRA 1   | ESP 5   | GBR 1   |         |         | 1er    | 72     | 3e     | 109    |
| 2003  | Subaru Impreza WRC2003                        | Tommi Mäkinen        | MON Ret | SWE 2   | TUR 8   | NZL 7   | ARG Ret | GRE 5   | CYP Ret | GER Ret | FIN 6   | AUS 6   | ITA 10  | FRA 7   | ESP 8   | GBR 3   |         |         | 8e     | 30     | 3e     | 109    |
| 2002  | Subaru Impreza WRC2002 Subaru Impreza WRC2001 | Petter Solberg       | MON 6   | SWE Ret | FRA 5   | ESP 5   | CYP 5   | ARG 2   | GRE 5   | KEN Ret | FIN 3   | GER Ret | ITA 3   | NZL Ret | AUS 3   | GBR 1   |         |         | 2e     | 37     | 3e     | 67     |
| 2002  | Subaru Impreza WRC2002 Subaru Impreza WRC2001 | Tommi Mäkinen        | MON 1   | SWE Ret | FRA Ret | ESP Ret | CYP 3   | ARG Ret | GRE Ret | KEN Ret | FIN 6   | GER 7   | ITA Ret | NZL 3   | AUS DSQ | GBR 4   |         |         | 8e     | 22     | 3e     | 67     |
| 2002  | Subaru Impreza WRC2002 Subaru Impreza WRC2001 | Toshi Arai           |         |         |         |         |         |         | GRE 13  |         |         | GER Ret |         |         |         |         |         |         | -      | 0      | 3e     | 67     |
| 2002  | Subaru Impreza WRC2002 Subaru Impreza WRC2001 | Achim Mörtl          |         |         |         |         |         |         |         |         |         | GER Ret | ITA Des |         |         |         |         |         | -      | 0      | 3e     | 67     |
| 2001  | Subaru Impreza WRC2001                        | Richard Burns        | MON Ret | SWE 16  | POR 4   | ESP 7   | ARG 2   | CYP 2   | GRE Ret | KEN Ret | FIN 2   | NZL 1   | ITA Ret | FRA 4   | AUS 2   | GBR 3   |         |         | 1º     | 44     | 4e     | 66     |
| 2001  | Subaru Impreza WRC2001                        | Petter Solberg       | MON Ret | SWE 6   | POR Ret | ESP Ret | ARG 5   | CYP Ret | GRE 2   | KEN Ret | FIN 7   | NZL 7   | ITA 9   | FRA 5   | AUS 7   | GBR Ret |         |         | 10e    | 11     | 4e     | 66     |
| 2001  | Subaru Impreza WRC2001                        | Markko Märtin        | MON Ret | SWE 12  | POR Ret | ESP Ret |         |         | GRE Ret |         | FIN 5   |         | ITA Ret | FRA 6   |         | GBR Ret |         |         | 19e    | 3      | 4e     | 66     |
| 2001  | Subaru Impreza WRC2001                        | Toshihiro Arai       |         |         | POR Ret |         | ARG 8   | CYP 4   | GRE Ret | KEN Ret |         | NZL 14  | ITA Ret | FRA Ret | AUS Ret | GBR 10  |         |         | 18e    | 3      | 4e     | 66     |
| 2000  | Subaru Impreza WRC99 Subaru Impreza WRC2000   | Richard Burns        | MON Ret | SWE 5   | KEN 1   | POR 1   | ESP 2   | ARG 1   | GRE Ret | NZL Ret | FIN Ret | CYP 4   | FRA 4   | ITA Ret | AUS 2   | GBR 1   |         |         | 2e     | 60     | 3e     | 88     |
| 2000  | Subaru Impreza WRC99 Subaru Impreza WRC2000   | Simon Jean-Joseph    |         |         |         |         |         |         |         |         |         |         | FRA 7   | ITA 7   |         |         |         |         | -      | 0      | 3e     | 88     |
| 2000  | Subaru Impreza WRC99 Subaru Impreza WRC2000   | Juha Kankkunen       | MON 3   | SWE 6   | KEN 2   | POR Ret | ESP Ret | ARG 4   | GRE 3   | NZL Ret | FIN 8   | CYP 7   |         |         | AUS Ret | GBR 5   |         |         | 8e     | 20     | 3e     | 88     |
| 2000  | Subaru Impreza WRC99 Subaru Impreza WRC2000   | Petter Solberg       |         |         |         |         |         |         |         |         |         |         |         |         | AUS Ret | GBR Ret |         |         | 10e    | 6      | 3e     | 88     |
| 1999  | Subaru Impreza WRC99                          | Richard Burns        | MON 8   | SWE 5   | KEN Ret | POR 4   | ESP 5   | FRA 7   | ARG 2   | GRE 1   | NZL Ret | FIN 2   | CHN 2   | ITA Ret | AUS 1   | GBR 1   |         |         | 2e     | 55     | 2e     | 105    |
| 1999  | Subaru Impreza WRC99                          | Juha Kankkunen       | MON 2   | SWE 6   | KEN Ret | POR Ret | ESP 6   |         | ARG 1   | GRE Ret | NZL 2   | FIN 1   | CHN 4   | ITA 6   | AUS Ret | GBR 2   |         |         | 4e     | 44     | 2e     | 105    |
| 1999  | Subaru Impreza WRC99                          | Bruno Thiry          | MON 5   | SWE 10  | KEN Ret | POR 6   | ESP 7   | FRA Ret |         |         |         |         |         |         |         |         |         |         | 14e    | 6      | 2e     | 105    |
| 1998  | Subaru Impreza WRC98                          | Colin McRae          | MON 3   | SWE Ret | KEN Ret | POR 1   | ESP Ret | FRA 1   | ARG 5   | GRE 1   | NZL 5   | FIN Ret | ITA 3   | AUS 4   | GBR Ret |         |         |         | 3e     | 45     | 3e     | 65     |
| 1998  | Subaru Impreza WRC98                          | Kenneth Eriksson     |         | SUE 4   |         |         |         |         |         |         |         |         |         |         |         |         |         |         | 13e    | 3      | 3e     | 65     |
| 1998  | Subaru Impreza WRC98                          | Jarmo Kytölehto      |         |         |         |         |         |         |         |         |         | FIN 8   |         |         |         |         |         |         | -      | 0      | 3e     | 65     |
| 1998  | Subaru Impreza WRC98                          | Piero Liatti         | MON 4   | ZWE 9   | KEN Ret | POR 6   | ESP Ret | FRA 3   | ARG 6   | GRE 6   | NZL 6   |         | ITA 2   | AUS Ret |         |         |         |         | 7e     | 17     | 3e     | 65     |
| 1998  | Subaru Impreza WRC98                          | Alister McRae        |         |         |         |         |         |         |         |         |         |         |         |         | GBR Ret |         |         |         | -      | 0      | 3e     | 65     |
| 1997  | Subaru Impreza WRC97                          | Colin McRae          | MON Ret | SWE 4   | KEN 1   | POR Ret | ESP 4   | FRA 1   | ARG 2   | GRE Ret | NZL Ret | FIN Ret | IDN Ret | ITA 1   | AUS 1   | GBR 1   |         |         | 2e     | 62     | 1º     | 114    |
| 1997  | Subaru Impreza WRC97                          | Kenneth Eriksson     |         | SUE 1   | KEN Ret | POR Ret |         |         | ARG 3   | GRE Ret | NZL 1   | FIN Ret | IDN 3   |         | AUS Ret | GBR Ret |         |         | 5e     | 28     | 1º     | 114    |
| 1997  | Subaru Impreza WRC97                          | Piero Liatti         | MON 1   |         |         |         | ESP 2   | FRA 5   |         |         |         |         |         | ITA 2   |         | GBR 7   |         |         | 6e     | 24     | 1º     | 114    |
| 1996  | Subaru Impreza 555                            | Colin McRae          | SWE 3   | KEN 4   | IDN Ret | GRE 1   | ARG Ret | FIN Ret | AUS 4   | ITA 1   | ESP 1   |         |         |         |         |         |         |         | 2e     | 92     | 1º     | 406    |
| 1996  | Subaru Impreza 555                            | Kenneth Eriksson     |         | SUE 5   |         | KEN 2   | IDN Ret |         | GRE 5   | ARG 3   |         | FIN 2   | AUS 5   | ITA 5   | SPA 7   |         |         |         | 4e     | 78     | 1º     | 406    |
| 1996  | Subaru Impreza 555                            | Piero Liatti         |         | ZWE 12  |         | KEN 5   | IDN 2   |         | GRE 4   | ARG 7   |         |         | AUS 7   | ITA Ret | ESP 2   |         |         |         | 5e     | 56     | 1º     | 406    |
| 1995  | Subaru Impreza 555                            | Colin McRae          | MON Ret | SWE Ret | POR 3   | FRA 5   | NZL 1   | AUS 2   | ESP 2   | GBR 1   |         |         |         |         |         |         |         |         | 1er    | 90     | 1er    | 350    |
| 1995  | Subaru Impreza 555                            | Carlos Sainz         | MON 3   | SWE 2   | POR 4   | FRA 2   |         | AUS 1   | ESP Ret | GBR Ret |         |         |         |         |         |         |         |         | 2e     | 85     | 1er    | 350    |
| 1995  | Subaru Impreza 555                            | Peter Bourne         |         |         |         |         | NZL 7   | AUS Ret |         |         |         |         |         |         |         |         |         |         | 17e    | 4      | 1er    | 350    |
| 1995  | Subaru Impreza 555                            | Richard Burns        |         |         | POR 7   |         | NZL Ret |         |         | GBR 3   |         |         |         |         |         |         |         |         | 9e     | 16     | 1er    | 350    |
| 1995  | Subaru Impreza 555                            | Piero Liatti         | MON 8   |         |         | FRA 5   |         |         | ESP 3   |         |         |         |         |         |         |         |         |         | -      | 0      | 1er    | 350    |
| 1994  | Subaru Impreza 555                            | Colin McRae          | MON 10  | POR Ret | FRA Ret | GRE Ret | ARG Ret | NZL 1   |         | ITA 5   | GBR 1   |         |         |         |         |         |         |         | 4e     | 49     | 2e     | 140    |
| 1994  | Subaru Impreza 555                            | Carlos Sainz         | MON 3   | POR 4   | FRA 2   | GRE 1   | ARG 2   | NZL Ret | FIN 3   | SRM 2   | GBR Ret |         |         |         |         |         |         |         | 2e     | 99     | 2e     | 140    |
| 1994  | Subaru Impreza 555                            | Richard Burns        |         |         |         |         |         | NZL Ret |         |         | GBR Ret |         |         |         |         |         |         |         | 20e    | 8      | 2e     | 140    |
| 1993  | Subaru Legacy RS Subaru Impreza 555           | Colin McRae          | SUE 3   | POR 7   | FRA 5   | GRE Ret | NZL 1   |         | AUS 6   | GBR Ret |         |         |         |         |         |         |         |         | 5e     | 50     | 3e     | 112    |
| 1993  | Subaru Legacy RS Subaru Impreza 555           | Markku Alén          |         | POR 4   |         |         |         | FIN Ret |         |         |         |         |         |         |         |         |         |         | 11e    | 25     | 3e     | 112    |
| 1993  | Subaru Legacy RS Subaru Impreza 555           | Peter Bourne         |         |         |         |         | NZL 6   |         | AUS Ret |         |         |         |         |         |         |         |         |         | 35e    | 6      | 3e     | 112    |
| 1993  | Subaru Legacy RS Subaru Impreza 555           | Ari Vatanen          |         |         |         | GRE Ret | NZL Ret | FIN 2   | AUS 2   | GBR 5   |         |         |         |         |         |         |         |         | 7e     | 38     | 3e     | 112    |
| 1992  | Subaru Legacy RS                              | Colin McRae          | SUE 2   | GRE 4   | NZL Ret | FIN 8   |         | GBR 6   |         |         |         |         |         |         |         |         |         |         | 8e     | 34     | 4e     | 60     |
| 1992  | Subaru Legacy RS                              | Ari Vatanen          | SUE Ret | GRE Ret | NZL Ret | FIN 4   | AUS Ret | GBR 2   |         |         |         |         |         |         |         |         |         |         | 11e    | 25     | 4e     | 60     |
| 1991  | Subaru Legacy RS                              | Markku Alén          | SUE 3   | POR 5   |         | GRE Ret | NZL 4   | FIN Ret |         | GBR Ret |         |         |         |         |         |         |         |         | 8e     | 40     | 6e     | 42     |
| 1991  | Subaru Legacy RS                              | François Chatriot    | SUE 19  | POR 6   | FRA 9   |         |         |         |         |         |         |         |         |         |         |         |         |         | 33e    | 8      | 6e     | 42     |
| 1991  | Subaru Legacy RS                              | Peter Bourne         |         |         |         |         | NZL Ret |         | AUS Ret |         |         |         |         |         |         |         |         |         | -      | 0      | 6e     | 42     |
| 1990  | Subaru Legacy RS                              | Markku Alén          | GRE Ret | FIN 4   | ITA Ret | GBR Ret |         |         |         |         |         |         |         |         |         |         |         |         | 21e    | 10     | 4e     | 43     |
| 1988  | Subaru RX Turbo                               | Peter Bourne         | KEN 9   |         |         |         |         |         |         |         |         |         |         |         |         |         |         |         | 75e    | 2      | 9e     | 18     |
| 1988  | Subaru RX Turbo                               | Ian Duncan           | KEN 6   |         |         |         |         |         |         |         |         |         |         |         |         |         |         |         | 45e    | 6      | 9e     | 18     |
| 1987  | Subaru RX Turbo                               | Peter Bourne         | KEN 11  |         |         |         |         |         |         |         |         |         |         |         |         |         |         |         | 24e    | 12     | 10e    | 12     |
| 1987  | Subaru RX Turbo                               | Per Eklund           | KEN 5   |         |         |         |         |         |         |         |         |         |         |         |         |         |         |         | 12e    | 25     | 10e    | 12     |
| 1987  | Subaru RX Turbo                               | Ari Vatanen          | KEN 10  |         |         |         |         |         |         |         |         |         |         |         |         |         |         |         | 19e    | 16     | 10e    | 12     |
| 1986  | Subaru RX Turbo                               | Peter Bourne         | KEN Ret | NZL Ret |         |         |         |         |         |         |         |         |         |         |         |         |         |         | 59e    | 3      | 8e     | 13     |
| 1986  | Subaru RX Turbo                               | Mike Kirkland        | KEN 6   | NZL Ret |         |         |         |         |         |         |         |         |         |         |         |         |         |         | 38e    | 6      | 8e     | 13     |
| 1986  | Subaru RX Turbo                               | Frank Tundo          | KEN 7   | NZL Ret |         |         |         |         |         |         |         |         |         |         |         |         |         |         | 47e    | 4      | 8e     | 13     |